# Pterolophia cylindricollis
Pterolophia cylindricollis är en skalbaggsart som beskrevs av J. Linsley Gressitt 1942. Pterolophia cylindricollis ingår i släktet Pterolophia och familjen långhorningar.
Artens utbredningsområde är Tibet. Inga underarter finns listade i Catalogue of Life.